# Berenice d'Armenia
Berenice d'Armenia è un'opera in due atti di Carlo Evasio Soliva, su libretto rimaneggiato di Apostolo Zeno. La prima rappresentazione ebbe luogo al Teatro Regio di Torino nel carnevale del 1817.

## Trama
L'azione ha luogo ad Efeso durante le campagne partiche di Lucio Vero, che regnò come co-imperatore di Marco Aurelio fra il 161 ed il 169. Già promesso sposo ad Aurelia Lucilla, figlia del co-regnante, il giovane imperatore, dopo aver trionfato ed apparentemente ucciso il re Vologeso dei Parti, si innamora della sua sposa Berenice, che porta con sé fra gli ozi lascivi di Efeso. Ma Vologeso non è morto, e cerca di riconquistare la sposa sotto l'identità di Tuvveli il cantore; intanto Marco Aurelio, sdegnato dal comportamento di Vero, invia la figlia dal promesso sposo a rammentargli i propri doveri. A ciò si aggiungono le trame del perfido Aniceto, confidente di Lucio Vero, che intende eliminarlo per avere Aurelia. Tutto si concluderà tuttavia con un finale lieto, giacché Lucio Vero, impressionato dalla costanza di Berenice e Vologeso, gli riconsegnerà la corona, mentre Aniceto, deluso nei suoi intenti, si suiciderà, e l'imperatore ed Aurelia lasciano festanti la Partia.

## Struttura musicale
- Sinfonia

### Atto I
- N. 1 - Introduzione Spento di Marte il fulmine (Coro, Aurelia)
- N. 2 - Duetto Vedi mia vaga stella (Lucio, Berenice)
- N. 3 - Quartetto Questo evento inaspettato (Lucio, Berenice, Aurelia, Claudio)
- N. 4 - Cavatina Amor crudele (Vologeso)
- N. 5 - Aria Quanto mai si avvilisce quell'uomo (Claudio)
- N. 6 - Aria Tiranno amor, perché (Berenice)
- N. 7 - Romanza Celeste beltade (Vologeso)
- N. 8 - Finale I Olà, dimmi, chi sei? (Lucio, Vologeso, Berenice, Aurelia, Claudio, Aniceto, Coro)

### Atto II
- N. 9 - Aria Non so chi m'inganni (Aurelia)
- N. 10 - Duetto Ma vivrai dolce tesoro (Berenice, Vologeso)
- N. 11 - Aria Se vincitor in campo (Lucio, [Claudio, Aniceto])
- N. 12 - Coro Nella tremenda arena
- N. 13 - Duetto Se del tuo amor ti privo (Lucio, Vologeso)
- N. 14 - Aria Non resisto... il caro bene (Berenice)
- N. 15 - Aria Io ti stringo a questo seno (Vologeso)
- N. 16 - Finale II Roma intiera al tuo valore (Claudio, Aurelia, Coro, Lucio, Berenice, Vologeso)